# The Five People You Meet in Heaven
The Five People You Meet in Heaven é um telefilme americano de 2004, do gênero drama, dirigido por Lloyd Kramer, com roteiro adaptado do romance As Cinco Pessoas Que Encontramos no Céu, de Mitch Albom.

## Elenco
- Jon Voight… Edward 'Eddie'
- Ellen Burstyn… Ruby
- Jeff Daniels… Blue Man
- Dagmara Dominczyk… Marguerite
- Steven Grayhm… Young Eddie
- Michael Imperioli… Captain
- Callum Keith Rennie… Eddie's Father
- Rebecca Jenkins… Eddie's Mother
- Callahan Brebner… Boy Eddie
- Nicaela Weigel… Tala
- Shelbie Weigel… Tala
- Darcy Cadman… Young Joe
- Tim O'Halloran… Mickey Shea
- Zak Santiago… Dominguez
- Emy Aneke… Willy